# Замок Слэйнс
Замок Слэйнс (англ. Slains Castle) расположен в Шотландии в округе Абердиншир на берегу Северного моря. Со времени постройки в конце XVI века до 1913 года служил резиденцией графов Эррол.
В Средние века графы Эррол обосновались в «старом замке» Слэйнс, который стоял неподалёку от нынешнего. Надменный 9-й граф вступил в конфликт с королём Яковом VI, который в 1594 году приказал разрушить древнюю постройку, подвергнув её пушечному обстрелу. Впоследствии графы отстроили неподалёку от руин старого замка существующую ныне резиденцию.
Свадьба 18-го графа Эррола с Елизаветой Фицкларенс, внебрачной дочерью Вильгельма IV от связи с Дороти Джордан, потребовала от него приведения обветшавшей родовой резиденции в должный вид. В 1837 году абердинский архитектор Джон Смит перестроил Слэйнс в соответствии с романтическими представлениями того времени о старинных шотландских замках.
В гостях у графов Эррол бывали многие известные люди, включая Сэмюэла Джонсона с его другом Босуэллом (1773) и ирландского литератора Брэма Стокера (1895), работавшего в это время над готическим романом «Дракула».
В 1913 году разорившийся 20-й граф Эррол продал замок владельцу транспортной компании Ellerman Lines, который, чтобы не платить налог за недвижимость, велел разобрать крышу замка. С тех пор сооружение приобрело вид развалин. Ни один из проектов по восстановлению замка (последний из которых был одобрен правительством в 2007 году) так и не был пока осуществлён.